# John Matchefts
John Peter "Johnny" Matchefts, född 18 juni 1931 i Eveleth i Minnesota, död 10 november 2013 i Colorado Springs, var en amerikansk ishockeyspelare.
Matchefts blev olympisk silvermedaljör i ishockey vid vinterspelen 1956 i Cortina d'Ampezzo.